# Entwicklung des Kur- und Badewesens in Bad Schwartau

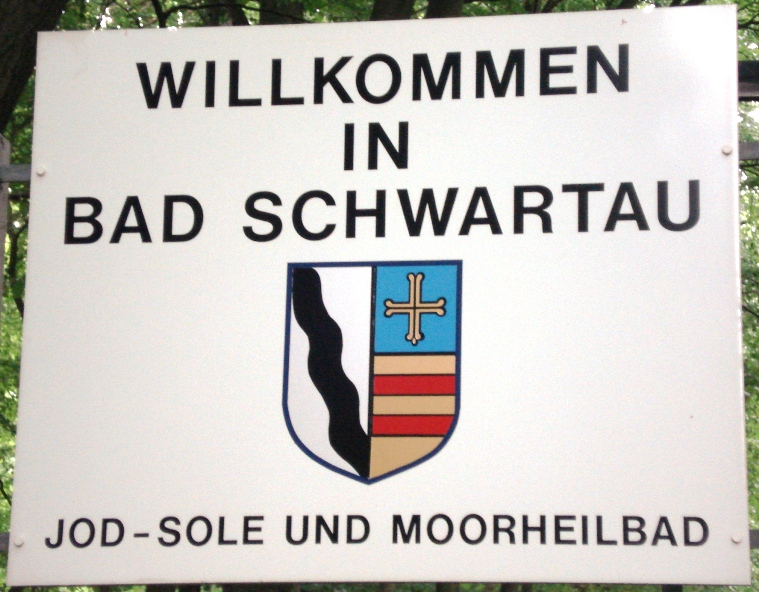
Schild an der Ortseinfahrt – mit dem Hinweis auf das Jod-Sole und Moorheilbad Bad Schwartau

Die Entwicklung des Kur- und Badewesens in Bad Schwartau umfasst die verschiedenen historischen Einrichtungen des Kurwesens und deren zeitliche Entwicklung. Das Kur- und Badewesens hatte ab 1901 einen zentralen Einfluss auf die Entwicklung des Ortes Bad Schwartau (der als „Jodsole- und Moorheilbad des Nordens“ bekannt wurde) und hat auch heute großen Einfluss auf dessen Gestalt.

## Vor 1900
Gegen Ende des 19. Jahrhunderts entwickelte sich der Ort Schwartau zu einem bei zahlreichen Besuchern beliebten Ort der Sommerfrische.
1895 führte eine Brauerei eine Bohrung durch, um reines Tiefenwasser für die Produktion von Selterswasser zu gewinnen. In einer Tiefe von 316 Meter stieß die Bohrung auf eine Salzlösung (Sole) führende Erdschicht. Eine Analyse der Sole ergab einen ca. 3,5-prozentigen Salzgehalt – mit einem für den norddeutschen Raum hohen Jodgehalt von ca. 4 Promille. Pläne seitens des Brauereibesitzers die Solequelle für Badezwecke zu nutzen zerschlugen sich, da für das benötigte Gelände ein hoher Kaufpreis verlangt wurde.

## Nach 1900

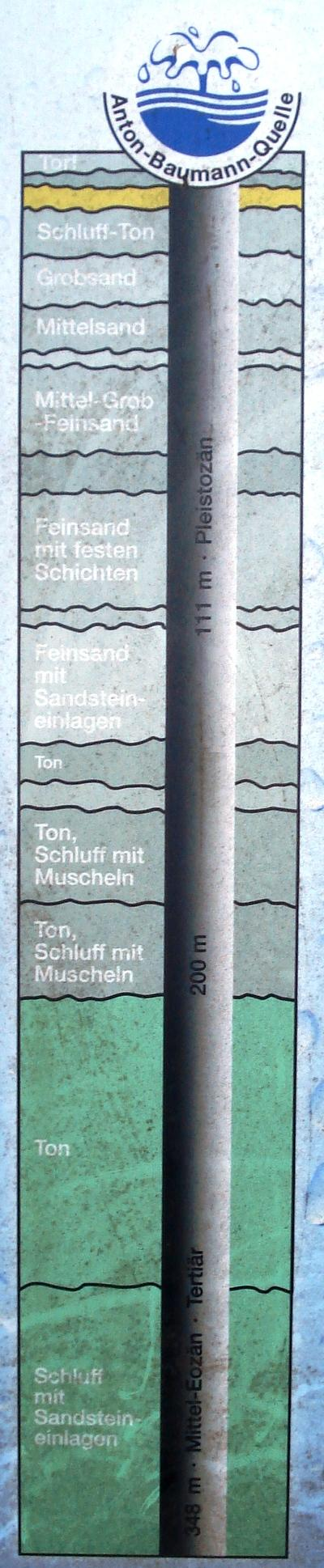
Profil der Anton-Baumann-Quelle (Schild an der Quelle)

Anton Baumann (1851–1907) – der Begründer des Kur- und Badewesens

Der ehemalige Braumeister der Brauerei Anton Baumann (die Brauerei hatte 1900 ihren Betrieb eingestellt) begann im Frühjahr 1901 mit dem Bau eines Badehauses, das am 7. Juni 1901 als „Elisabeth-Sol- und Moorbad“ (benannt nach der Frau des Großherzogs von Oldenburg) eröffnet wurde – dieser Zeitpunkt ist der eigentliche Beginn der Entwicklung des Kur- und Badewesens in Bad Schwartau. Dieses erfreute sich sofort großer Beliebtheit (1901 wurden ca. 5000 Bäder verabfolgt) und machten Schwartau binnen kurzem zu einem bekannten Kur- und Badeort.
Um an den Erfolg des Elisabeth-Sol- und Moorbades anzuknüpfen, führte der Schwartauer Bürger Johann Niemann – Betreiber einer „Kaltbadeanstalt“ – eine erfolgreiche Bohrung nach Sole bis auf 305 Meter durch und eröffnete 1903 das „Friedrich-August-Bad“ (benannt nach Friedrich August, Großherzog von Oldenburg).
Nachdem 1905 das Gelände der ehemaligen Brauerei an die Chemische Fabrik der Brüder Fromm (dem Vorläufer der Schwartauer Werke) verkauft worden war, verlor das „Elisabeth-Sol- und Moorbad“ den Zugang zu der Solequelle (der „Elisabeth-Quelle“), da die neuen Besitzer beabsichtigten diese selbst zu nutzen. Daraufhin wurde 1905/1906 auf dem Gelände des „Elisabeth-Sol- und Moorbad“ eine weitere Bohrung (die „Anton-Baumann-Quelle“) bis auf 327 Meter niedergebracht und von da an die Sole für den Betrieb des Bades aus dieser Quelle entnommen.
Von einem Zusammenschluss einiger Schwartauer Bürger wurde das Schwartauer Kurhaus (mit einem zugehörigen Kurpark) errichtet, das am 18. Juni 1908 eröffnet wurde.
Der durch die drei Bäder ausgelöste starken Anstieg des Fremdenverkehrs führte zur Eröffnung zahlreicher Hotels und Pensionen für Kurgäste und zu einer schnellen Entwicklung des Ortes Schwartau, was 1912 zu der Vergabe des Stadtrechtes und am 31. Mai 1913 zur Anerkennung als „Bad“ durch den Bäder-Verband führte.

Analyse der Jodsole (1910)
Anzeige des Elisabeth-Sol- und -Moorbades (der Witwe von Anton Baumann) (1910)
Anzeige des Friedrich-August-Bades (1910)
Anzeige des Kurhauses (1910)

## Nach 1914

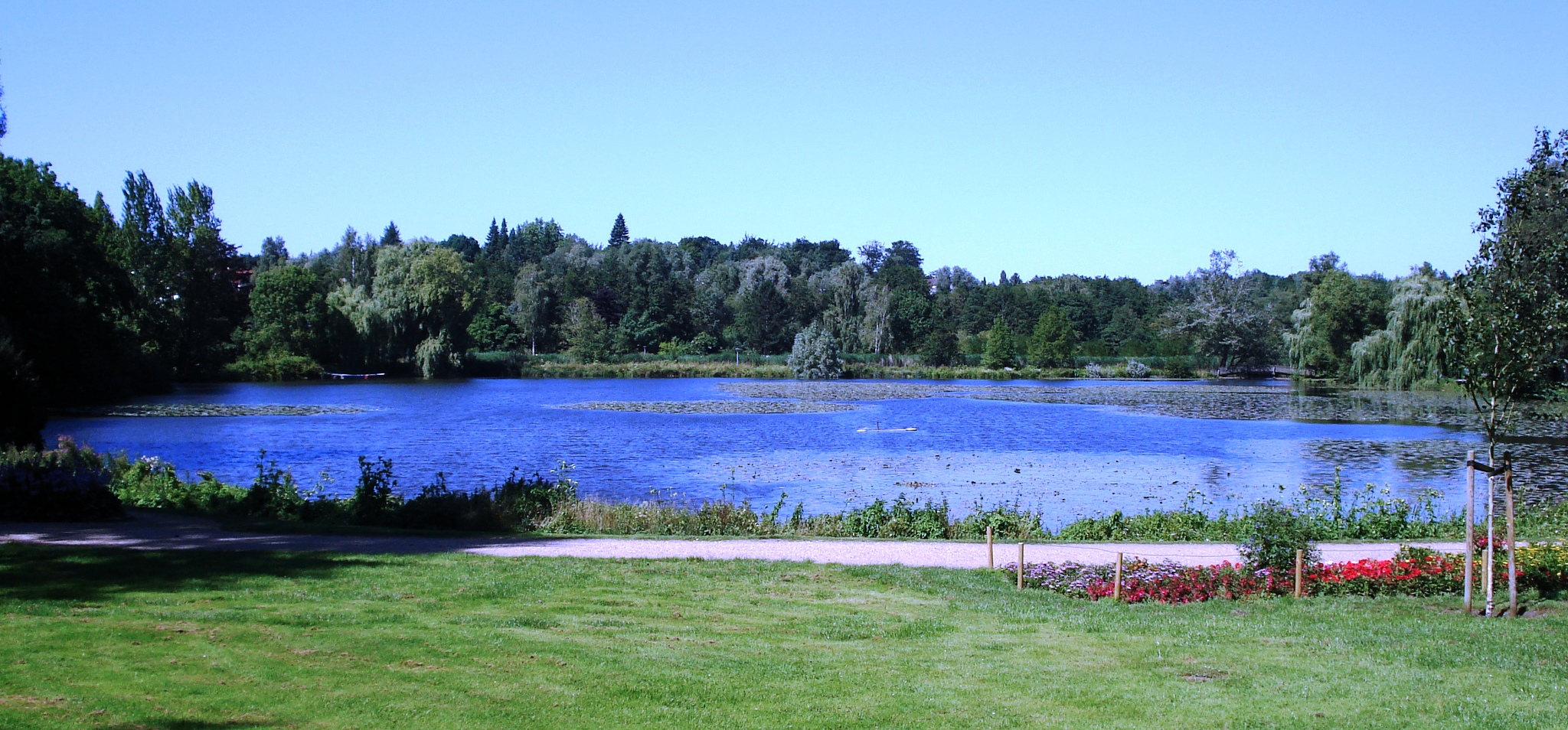
Der Schwartauer See im Kurpark von Bad Schwartau (aus Südwesten)

Mit dem Beginn des Ersten Weltkrieges kam es zu einem starken Rückgang des Fremdenverkehrs, was die Schließung des „Friedrich-August-Bades“ zur Folge hatte. Das „Elisabeth-Sol- und Moorbad“ ging nach dem Ende des Ersten Weltkrieges an die Schwartauer Werke, die es als Nebenbetrieb führten. Ab 1920 ging das Kurhaus – ebenfalls aus wirtschaftlichen Gründen – in den Besitz der Stadt Bad Schwartau über.
Eine Erweiterung der Schwartauer Werke machte 1936/37 den Abriss des Schwartauer Kurhauses und die Beseitigung des zugehörigen Kurparks erforderlich.
Ein neuer Kurpark wurde weiter nördlich um den 1934/35 vom Reichsarbeitsdienst ausgehobenen Schwartauer See angelegt.

## Nach 1945

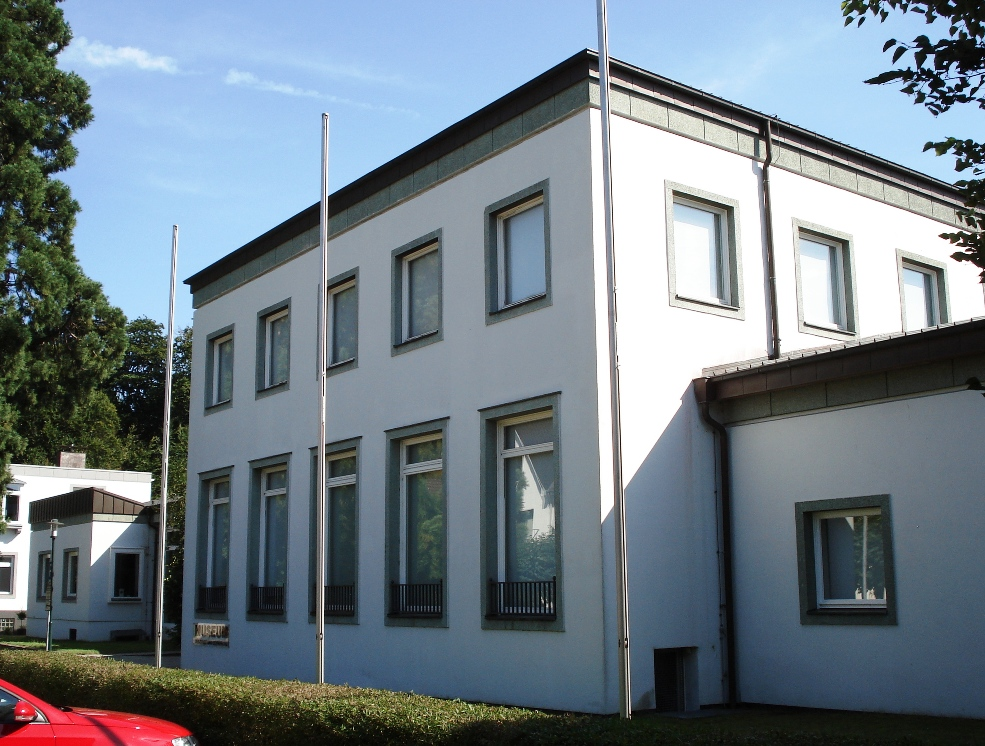
Das Gebäude des ehemaligen Kurmittelhauses – bis 2018 „Museum der Stadt Bad Schwartau“

Das als Nebenbetrieb der Schwartauer Werke fortgeführte „Elisabeth-Bad“ wurde am 2. Januar 1957 von der Stadt Bad Schwartau gekauft. Ab 1959 wurde das „Elisabeth-Bad“ und seine die Anlagen des Kurmittelhauses umfangreich erweitert und modernisiert. Daneben wurde ein Kurgästehaus errichtet. Diese Maßnahmen führten zu einem starken Anstieg der Anzahl der Kurgäste.
1969 werden die städtischen Kureinrichtungen in eine Kurbetriebs-GmbH überführt um in dieser Rechtsform in den Folgejahren neue – dem Stand der Zeit gemäße – Kurheime, ein Sanatorium „Haus am Kurpark“ und weitere Kureinrichtungen zu errichten. Dies führt zu einer weiteren Steigerung des Kurbetriebes in Bad Schwartau.
1978 wird in der Nähe des Kurparks am Schwartauer See ein neues Kurmittelhaus eröffnet, wo auch eine neue Solequelle in 275 Metern Tiefe erbohrt wurde.
Mit der 1983 erfolgten vollständigen Verlegung des Kurmittelzentrums in ein neues, am Kurpark neu errichtetes Gebäude wird der Kurbetrieb vollständig von seinem ursprünglichen Standort verlagert und das Elisabeth-Bad stellt seinen Betrieb ein. Für den Transport des Moores für Moorbäder wird 1984 eine ca. 1580 Meter lange „Moorpipeline“ zwischen der neu errichteten Aufbereitungs- und Abbaustelle im Danneberger Moor und dem Kurmittelzentrum verlegt, um die Anzahl der für diesen Zweck erforderlichen LKW-Transporte zu vermeiden. Um die Jodsole auch für nicht Kurgäste zugänglich zu machen, wird ein Jodsole-Thermalbad errichtet, das 1989 als „Holstein-Therme“ eröffnet wird.
Am 1. März 1994 verkauft die Stadt Bad Schwartau die städtischen Kurbetriebe in Private Trägerschaft, um den Bestand und die zukünftige Entwicklung des Kurwesens zu sichern. Die Integration des „klassischen“ Kurwesens und die Medizinischen Rehabilitation stehen dabei im Vordergrund.

## Heute
Heute ist Kur- und Badewesen Bad Schwartaus im „Asklepios Gesundheitszentrum“ zusammengefasst, das durch die Asklepios Kliniken betrieben wird.

## Sonstiges
Das Gebäude des ehemaligen Kurmittelhauses wurde bis 2018 von dem Museum der Stadt Bad Schwartau genutzt – das u. a. die Entwicklung des Kur- und Badewesens in Bad Schwartau dokumentierte.

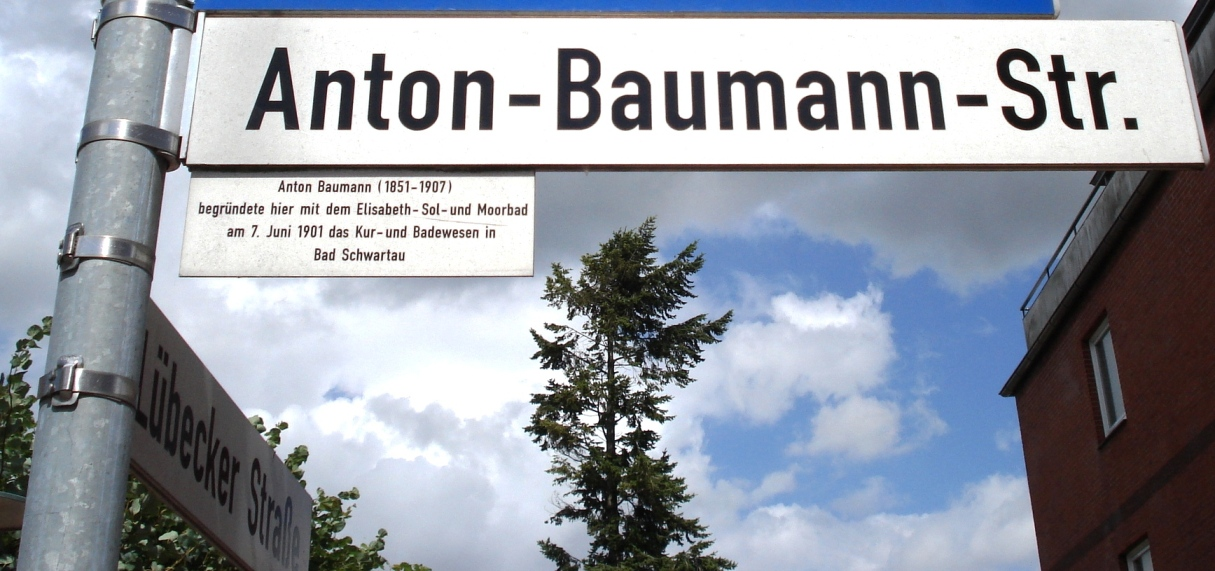
Das Schild „Anton-Baumann-Straße“ in Bad Schwartau mit Hinweis auf die Eröffnung des „Elisabeth-Sol- und Moorbades“

An Anton Baumann als Begründer des Kur- und Badewesens in Bad Schwartau erinnert heute die „Anton-Baumann-Straße“ (früher „Solbadstraße“, in Erinnerung an das früher dort angesiedelte Kurzentrum).

## Quellen

Text zum Bad Schwartauer Kur-und-Badewesen (aus einer Informationsbroschüre von 1910)